# Bagno pubblico

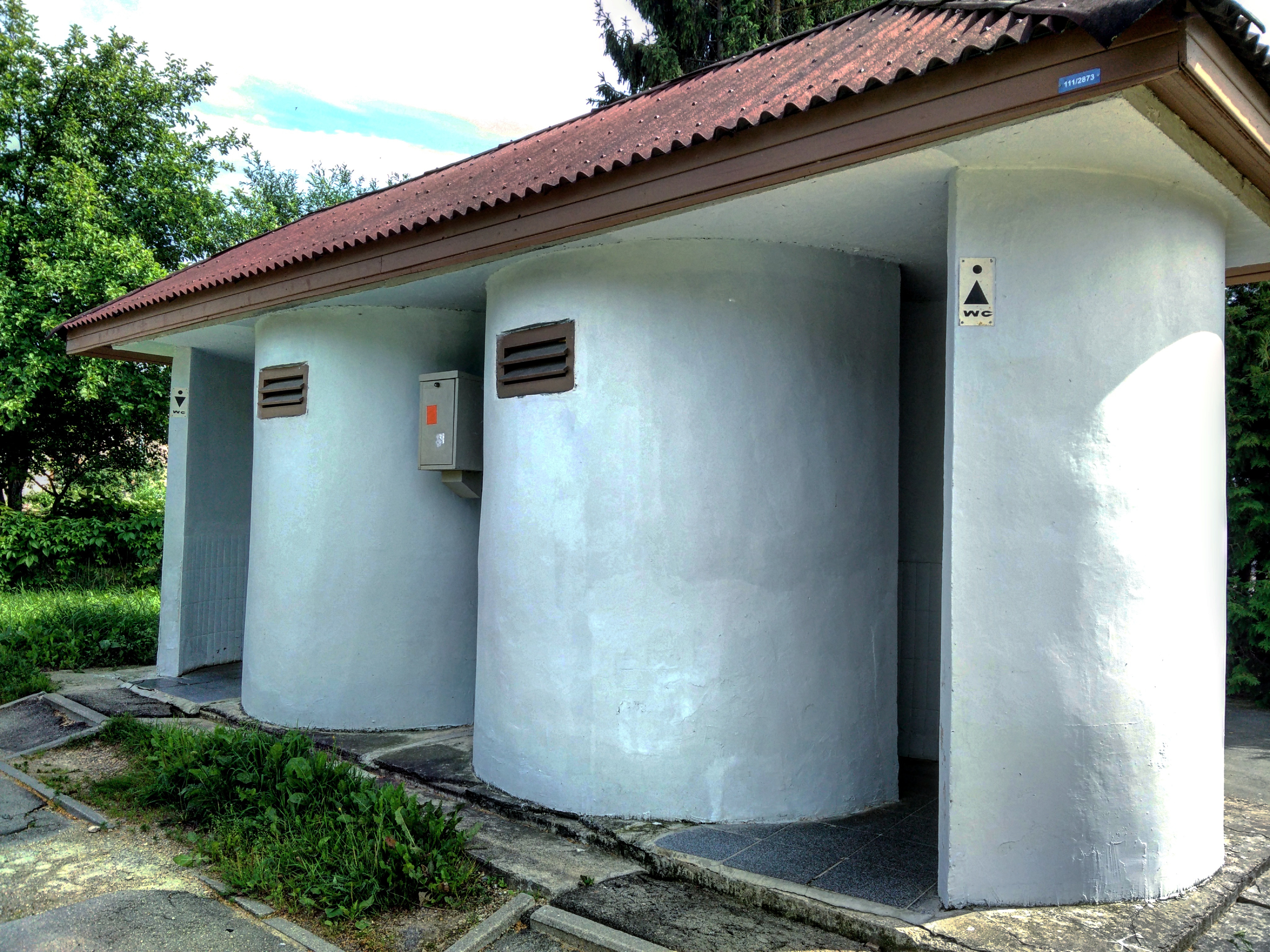
Esterno di un bagno pubblico

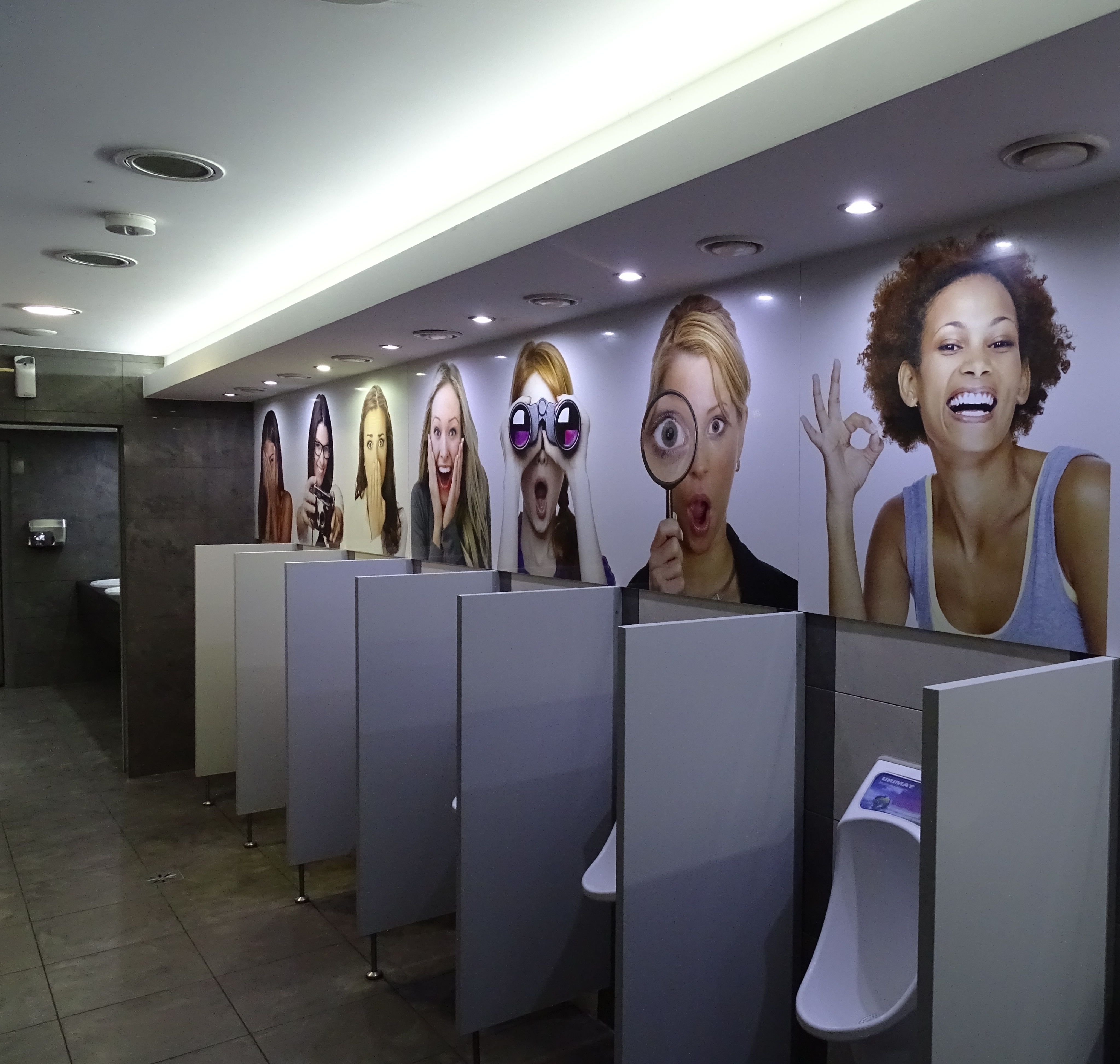
Toilette pubblica presso la stazione ferroviaria di Gdańsk Główny, Polonia.

Un bagno pubblico è una stanza o un piccolo edificio con uno o più servizi igienici disponibili per l'uso pubblico, o da clienti o dipendenti di un determinato pubblico esercizio o luogo di lavoro; sinonimi - anche stranieri - sono ad esempio "public toilet", "servizi", "w.c." (water closet), "vespasiano", etc.

## Descrizione
I bagni pubblici sono spesso divisi in bagni maschili e femminili, e/o unisex (generalmente esclusivamente unisex se dotati di un solo impianto o in numero esiguo rispetto alle potenziali utenze), ed eventualmente in appositi dedicati a persone con problemi di deambulazione quando barriere architettoniche rendono inaccessibili gli altri; vengono chiamati "bagni a pagamento" i bagni pubblici in cui sia obbligatorio il pagamento di un corrispettivo per l'utilizzo.
La dotazione di un bagno pubblico è variabile, e può comprendere o essere esclusivamente composta da:
- Toilette alla turca/ibrido Turca-doccia
- Water (vaso sanitario)
- Orinatoio
- Bagno chimico

Materiale di consumo/servizio:
- acqua (corrente o da cisterna-tanica/secchio, solo a temperatura ambiente o anche riscaldata, potabile o meno), eccetto in latrine a secco e bagni chimici.
- carta igienica
- copriwater usa e getta
- sapone
- salviette di carta usa e getta/asciugamano - rotoli asciugamani non usa e getta

Elementi accessori sono:
- Bidet/Doccetta igienica/Washlet (nel singolo bagno)
- Lavabo (nel singolo bagno, comune a più bagni dello stesso genere o a bagni di genere diverso)
- Doccia (raramente, nel singolo bagno o in comune)
- Vasca da bagno (molto raramente, nel singolo bagno o in comune)

Il bagno dotato solo di Water e Lavabo viene spesso chiamato Gabinetto.
Elementi a corredo:
- attaccapanni
- maniglie e sostegni per persone con difficoltà di deambulazione
- campanello di allarme / richiesta soccorso
- generatore di rumore bianco / copri rumori per wc
- scopino
- cestino
- aspiratore per WC
- scaldabagno locale (esempio: boiler elettrico)
- asciugamani elettrico
- asciugacapelli a muro
- specchio
- presa di corrente
- fasciatoio (inglese: Changing table)
- profumatore d'ambiente
- distributore automatico di prodotti per igiene / salute / primo soccorso

Per quanto riguarda la struttura fisica in cui è situato il bagno - normalmente dotata di copertura, chiusa su tutti i lati, dotata di porte esterne/interne e di finestre apribili - si può contemplare:
- fognatura
- illuminazione naturale / artificiale
- riscaldamento / climatizzazione
- umidificatore / deumidificatore
- ricircolo aria / impianto d'aspirazione
- energia elettrica per illuminazione/apparecchi/accessori
- estintore
- impianto rilevazione fumo/antincendio

## Storia

### Europa

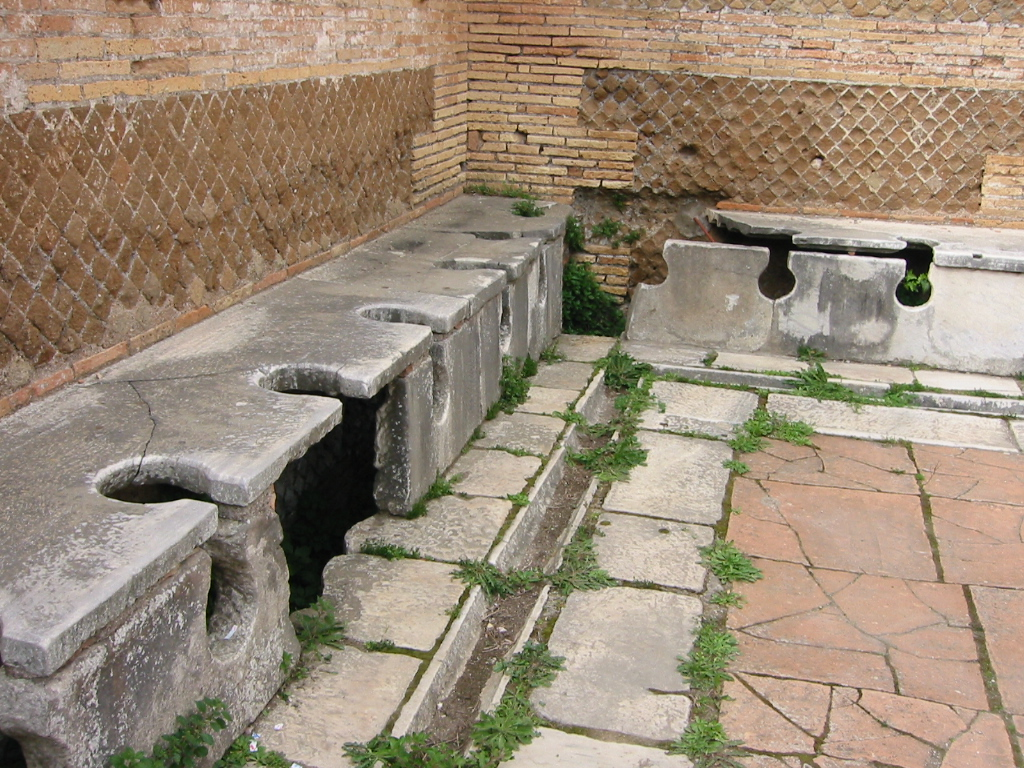
Resti di bagni pubblici di epoca romana ad Ostia Antica

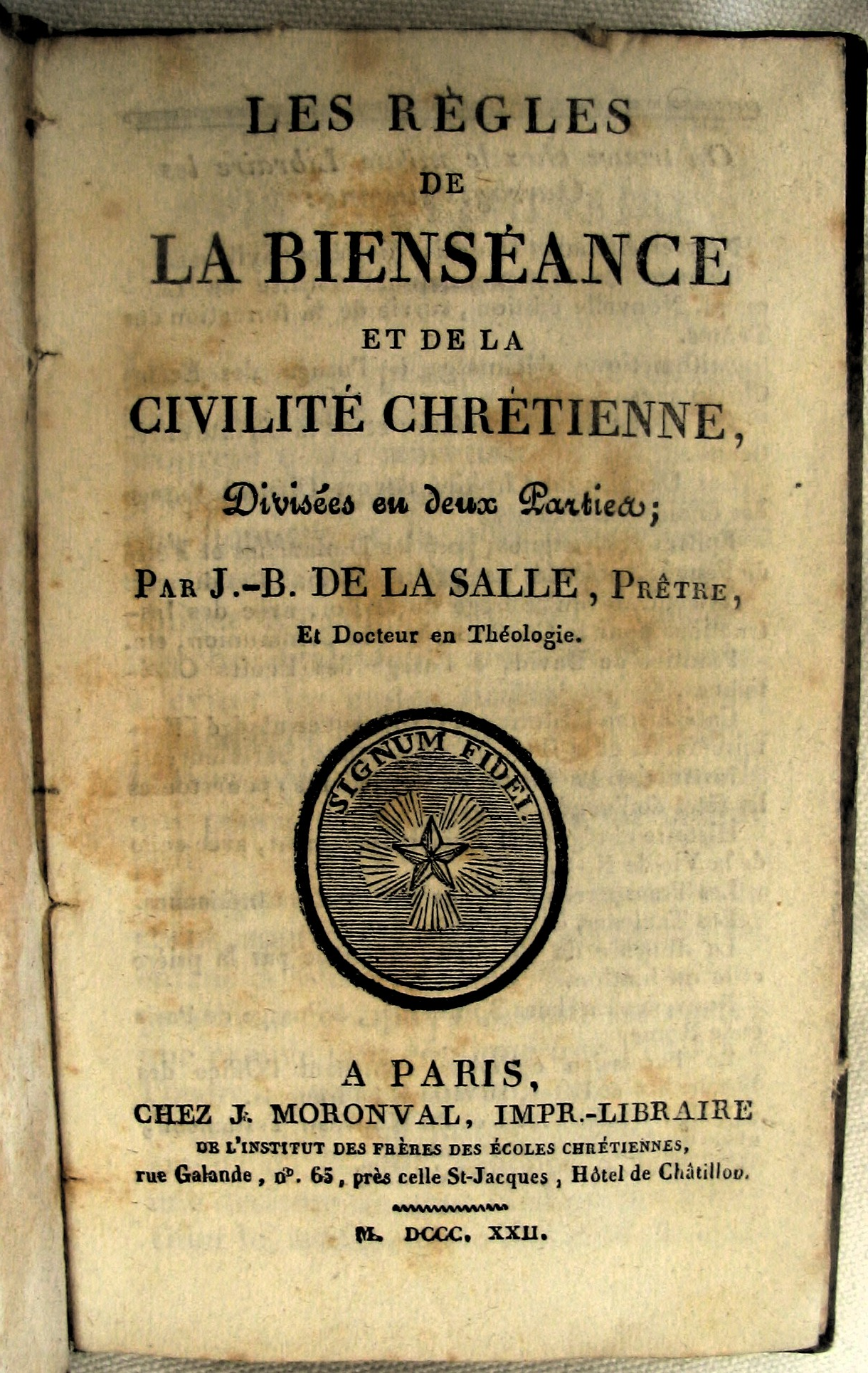
Esempio di un libro che spiega le corrette pratiche di utilizzo dei servizi igienici pubblici, 1822.

I bagni pubblici facevano parte del sistema igienico-sanitario dell'antica Roma. Queste latrine avevano lunghe panche con fori che ospitavano più utenti contemporaneamente, senza divisione tra individui o gruppi. L'uso dei servizi igienici era considerato un'attività sociale.
Nel Medioevo i bagni pubblici divennero rari, con solo pochi attestati a Francoforte nel 1348, a Londra nel 1383 e a Basilea nel 1455. Un bagno pubblico fu costruito nella Sarajevo ottomana nel 1530 appena fuori dal muro del cortile esterno di una moschea.
La sociologa Dara Blumenthal nota il cambiamento delle abitudini corporee, degli atteggiamenti e delle pratiche riguardanti l'igiene a partire dal XVI secolo, che alla fine portò ad una rinascita dei bagni pubblici. Mentre era stato perfettamente accettabile fare i propri bisogni ovunque, la civiltà richiedeva sempre più la rimozione dei prodotti di scarto dal contatto con gli altri.
Nuovi manuali di istruzioni, libri scolastici e regolamenti di corte dettavano ciò che era appropriato. Ad esempio, in Galateo: or, A Treatise on Politeness and Delicacy of Manners, Giovanni della Casa afferma: "Non si addice a un uomo modesto e onorevole prepararsi a fare i bisogni in presenza di altre persone, né riallacciarsi i vestiti in seguito in loro presenza. Allo stesso modo, non si laverà le mani tornando in società perbene da luoghi privati, poiché il motivo del suo lavaggio susciterà pensieri spiacevoli nelle persone". Lo storico Lawrence Stone sostiene che lo sviluppo di questi nuovi comportamenti non aveva nulla a che fare con problemi di igiene e infezioni batteriche, ma piuttosto con la conformità a standard sempre più artificiali di comportamento da gentiluomo.
Questi standard vennero interiorizzati in tenera età. Nel tempo, molto di ciò che doveva essere spiegato in precedenza non venne più menzionato, a causa del condizionamento sociale di successo. Ciò portò ad una sostanziale riduzione del testo esplicito su questi argomenti nelle edizioni successive della letteratura sull'etichetta; ad esempio, lo stesso passaggio in Les règles de la bienséance et de la civilité Chrétienne di Giovanni Battista de La Salle è ridotto da 208 parole nell'edizione del 1729 a 74 parole nell'edizione del 1774.
Il primo water moderno con scarico d'acqua fu inventato nel 1596, ma non acquisì popolarità fino all'epoca vittoriana. Quando l'igiene divenne una preoccupazione crescente, seguirono rapidi progressi nella tecnologia dei water. Nel XIX secolo, le grandi città in Europa iniziarono a installare moderni bagni pubblici con scarico d'acqua.
George Jennings, ingegnere sanitario, introdusse i bagni pubblici, che chiamò "monkey closets", al Crystal Palace per la Grande Esposizione del 1851. I bagni pubblici erano anche conosciuti come "stanze di ritiro". Includevano servizi igienici separati per uomini e donne e furono i primi servizi igienici con scarico d'acqua a introdurre la separazione dei sessi nell'attività. L'anno successivo, fu aperto il primo bagno pubblico di Londra.
I bagni pubblici sotterranei furono introdotti nel Regno Unito nell'era vittoriana, in aree urbane edificate dove non c'era spazio disponibile per installarli in superficie. Le strutture erano accessibili tramite scale ed erano illuminate da mattoni di vetro sul marciapiede. Le aziende sanitarie locali spesso costruivano bagni pubblici sotterranei di alto livello, sebbene le disposizioni fossero maggiori per gli uomini che per le donne. La maggior parte è stata chiusa perché non aveva accesso per disabili ed era più soggetta a vandalismo e rapporti sessuali, soprattutto in assenza di un inserviente. Alcuni rimangono a Londra, ma altri sono stati convertiti in usi alternativi come caffè, bar e persino abitazioni. A Parigi, i bagni pubblici sotterranei furono introdotti nel 1905 con il Lavatory Madeleine, che è conservato come Monumento storico.

### Hong Kong
Nei primi giorni della colonia di Hong Kong, le persone andavano in bagno nelle fogne, nei barili o nei vicoli. Una volta che Hong Kong si aprì al commercio (1856-1880), il governo britannico di tale regione si rese conto che la spaventosa situazione igienica stava diventando critica. Pertanto, nel 1867, il governo istituì bagni pubblici (latrine alla turca) per la gente. Ma questi bagni dovevano essere puliti e svuotati manualmente ogni giorno e non erano popolari. Nel 1894, scoppiò la peste a Hong Kong e morirono 2.500 persone, soprattutto addetti alla pulizia dei bagni pubblici. Il governo decise di agire, istituendo servizi igienici sotterranei per migliorare questa situazione, sebbene anche questi bagni dovessero essere puliti e svuotati manualmente.
All'inizio del 1940, il governo coloniale costruì il primo gabinetto pubblico con scarico d'acqua. Nel 1953, scoppiò un incendio a Shek Kip Mei. In seguito, il governo avviò un importante progetto di edilizia popolare a Hong Kong, che includeva servizi igienici pubblici per i residenti. Più di 10 persone condividevano ogni bagno e lo usavano per lavarsi, fare il bucato e anche per i propri bisogni. Infine, negli anni '70, il governo decise che un solo bagno per 4 o 5 famiglie era insufficiente e ristrutturò tutti gli alloggi popolari, fornendo servizi igienici con piedistallo separati per tutti i residenti.

### Stati Uniti
Negli Stati Uniti, le preoccupazioni per la salute pubblica e i servizi igienici stimolarono il movimento sanitario alla fine del 1800. Furono promosse riforme per standardizzare i codici idraulici e l’impianto idraulico domestico; l’intersezione tra i progressi tecnologici e il desiderio di spazi puliti e liberi da malattie stimolò lo sviluppo di bagni pubblici.
Talvolta, le strutture destinate alle donne avevano un'importanza più ampia, offrendo uno spazio privato sicuro e confortevole nella sfera pubblica. La Ladies Rest Room è un esempio dell'uso non eufemistico del termine: letteralmente, un luogo dove riposare. Storicamente, tali locali erano antecedenti ai bagni pubblici, che furono poi aggiunti. Successivi progetti integrati diedero vita alla "sala da bagno per donne".
Un esempio notevole di bagno pubblico negli Stati Uniti è l'Old School Privy. L'architetto americano Frank Lloyd Wright affermò di aver "inventato la parete sospesa per il water (più facile da pulire sotto)" quando progettò il Larkin Administration Building a Buffalo, New York, nel 1904.
Secondo uno studio del 2021 di QS Supplies, gli Stati Uniti hanno solo 8 bagni pubblici ogni 100.000 persone, un tasso che eguaglia il paese con il Botswana in termini di accesso ai servizi igienici. Negli anni '70 c'erano 50.000 bagni pubblici a gettoni negli Stati Uniti, ma furono eliminati entro il 1980 e i servizi pubblici non li sostituirono.

### Tokyo
The Tokyo Toilet è un progetto di riqualificazione urbana di Shibuya, ideato dall'imprenditore Kōji Yanai, presidente dell'azienda Fast Retailing, e finanziato dalla fondazione Nippon Foundation, che consiste nella costruzione di bagni pubblici di alta qualità igienica e architettonica, allo scopo di favorire il loro uso e quindi anche degli spazi da essi serviti, come parchi pubblici e altre aree comuni.

### Sudafrica
Durante gli anni dell’apartheid in Sud Africa, i bagni pubblici erano solitamente separati in base alla razza.

## Tipi

Orinatoio telescopico pubblico (Urilift) a Göteborg

Molti bagni pubblici sono piccoli edifici permanenti visibili ai passanti per strada. Altri sono sotterranei, comprese le strutture più vecchie in Gran Bretagna e Canada. I bagni pubblici contemporanei includono servizi igienici automatici e autopulenti in capsule autonome; un esempio è il Sanisette, che è diventato popolare per la prima volta in Francia. Come parte della sua campagna contro la defecazione all'aperto, il governo indiano ha introdotto l'eToilet monitorato a distanza in alcuni spazi pubblici nel 2014.
I bagni pubblici possono utilizzare water con seduta, come nella maggior parte dei paesi occidentali, o turche.
Un altro tipo tradizionale che è stato modernizzato è l'orinatoio da strada francese con griglia, noto come pissoir (vespasienne).
Il water telescopico è progettato per estendersi e ritrarsi verticalmente da un cilindro rispetto al livello stradale a seconda dell'ora del giorno. Viene in genere installato nei quartieri dell'intrattenimento ed è operativo solo durante i fine settimana, la sera e la notte. Il primo bagno di questo tipo è stato un orinatoio telescopico inventato nei Paesi Bassi, che ora offre anche bagni pop-up per le donne.
Le aziende private possono gestire servizi igienici pubblici permanenti. Sono quindi autorizzate a utilizzare le superfici esterne dei bagni per la pubblicità. Le installazioni fanno parte di un contratto di arredo urbano stipulato tra l'azienda di pubblicità esterna e l'amministrazione comunale e consentono l'installazione e la manutenzione di questi servizi igienici pubblici senza dover attingere a fondi del bilancio comunale.
Diverse tecnologie di bagni mobili vengono utilizzate come bagni pubblici. I bagni mobili possono essere spostati dove e quando necessario e sono molto popolari in festival ed eventi all'aperto. Un bagno mobile può essere collegato alla rete fognaria locale o immagazzinare i rifiuti in un serbatoio di raccolta fino allo svuotamento da parte di un'autospurgo. I bagni mobili a compostaggio richiedono la rimozione del contenitore in un impianto di compostaggio.
I servizi igienici pubblici standard accessibili alle sedie a rotelle sono dotati di porte più ampie, ampio spazio per girarsi, lavandini ribassati e maniglioni di sicurezza.

## Legislazione

### Separazione dei sessi

#### Stati Uniti
Il Massachusetts approvò la prima legge che imponeva la separazione dei sessi nei bagni pubblici nel 1887. Nel 1920, questa legge divenne obbligatoria in 43 stati.
Nelle giurisdizioni che utilizzano l'Uniform Plumbing Code, la separazione dei sessi è un obbligo legale tramite il codice edilizio.

### Servizi igienici per dipendenti e clienti
In diversi Paesi esistono normative che stabiliscono quanti bagni pubblici sono necessari in una determinata area per i dipendenti o per i clienti.

#### Stati Uniti
Il Restroom Access Act è una legge approvata da diversi stati degli Stati Uniti che obbliga gli esercizi commerciali dotati di servizi igienici per i dipendenti a consentire l'utilizzo dei servizi anche ai clienti che soffrono di una malattia infiammatoria intestinale o di altre patologie che richiedono l'accesso immediato a un bagno.

#### Regno Unito
Nel Regno Unito, il Workplace (Health, Safety and Welfare) Regulations 1992 richiede alle aziende di fornire servizi igienici per i propri dipendenti, insieme a strutture di lavaggio che includono sapone o altri mezzi idonei per la pulizia. Il Workplace (Health, Safety and Welfare) Approved Code of Practice and Guidance L24, disponibile presso Health and Safety Executive Books, delinea le linee guida sul numero di servizi igienici da fornire e sul tipo di strutture di lavaggio ad essi associate.
Le autorità locali non sono legalmente obbligate a fornire servizi igienici pubblici e, mentre nel 2008 la Commissione per le comunità e gli enti locali della Camera dei Comuni ha chiesto che le autorità locali dovessero sviluppare una strategia per i servizi igienici pubblici, il Governo ha respinto la proposta.

Nel 2022, il ministro per le pari opportunità del governo britannico, Kemi Badenoch, ha annunciato l’intenzione di rendere obbligatoria la fornitura di servizi igienici separati per sesso nei nuovi edifici pubblici di una certa dimensione. La consultazione sulla revisione tecnica per aumentare l’accessibilità e la fornitura di servizi igienici per uomini e donne nelle sedi comunali e private ha delineato il contesto in un invito a presentare prove:
È necessario prevedere servizi igienici adeguati, differenziati per genere, sia per uomini che per donne, con un chiaro orientamento negli standard edilizi. Negli ultimi anni, si è assistito a una tendenza alla rimozione di spazi consolidati riservati solo a uomini e solo a donne in fase di costruzione o ristrutturazione di edifici, spesso sostituiti con servizi igienici neutri. Ciò pone le donne in una posizione di notevole svantaggio. Mentre gli uomini possono utilizzare sia i cubicoli che gli orinatoi, le donne possono utilizzare solo i primi, e necessitano anche di spazi sicuri, date le loro particolari esigenze di salute e sanitarie (ad esempio, le donne in mestruazioni, in gravidanza o in menopausa potrebbero aver bisogno di usare il bagno più spesso). È anche probabile che le donne si sentano meno a loro agio nell'utilizzare servizi igienici misti e necessitino di più spazio. 

## Parità di accesso
La presenza o l’assenza di bagni pubblici è da tempo anche un riflesso delle disuguaglianze di classe e delle gerarchie sociali di una società.
Nel Regno Unito il numero di bagni pubblici è diminuito di quasi il 20%, passando da 3.154 nel 2015/16 a 2.556 nel 2020/21 Questa perdita comporta problemi di disuguaglianza in termini di salute e mobilità per una serie di persone, tra cui i senzatetto, i disabili, i lavoratori all’aperto e coloro le cui malattie li costringono ad accedere frequentemente a un bagno. Il declino dei grandi bagni pubblici britannici è descritto dalla Royal Society for Public Health come la creazione di un “guinzaglio urinario” che limita la distanza che le persone possono percorrere fuori dalle loro case.

### Accesso per le donne

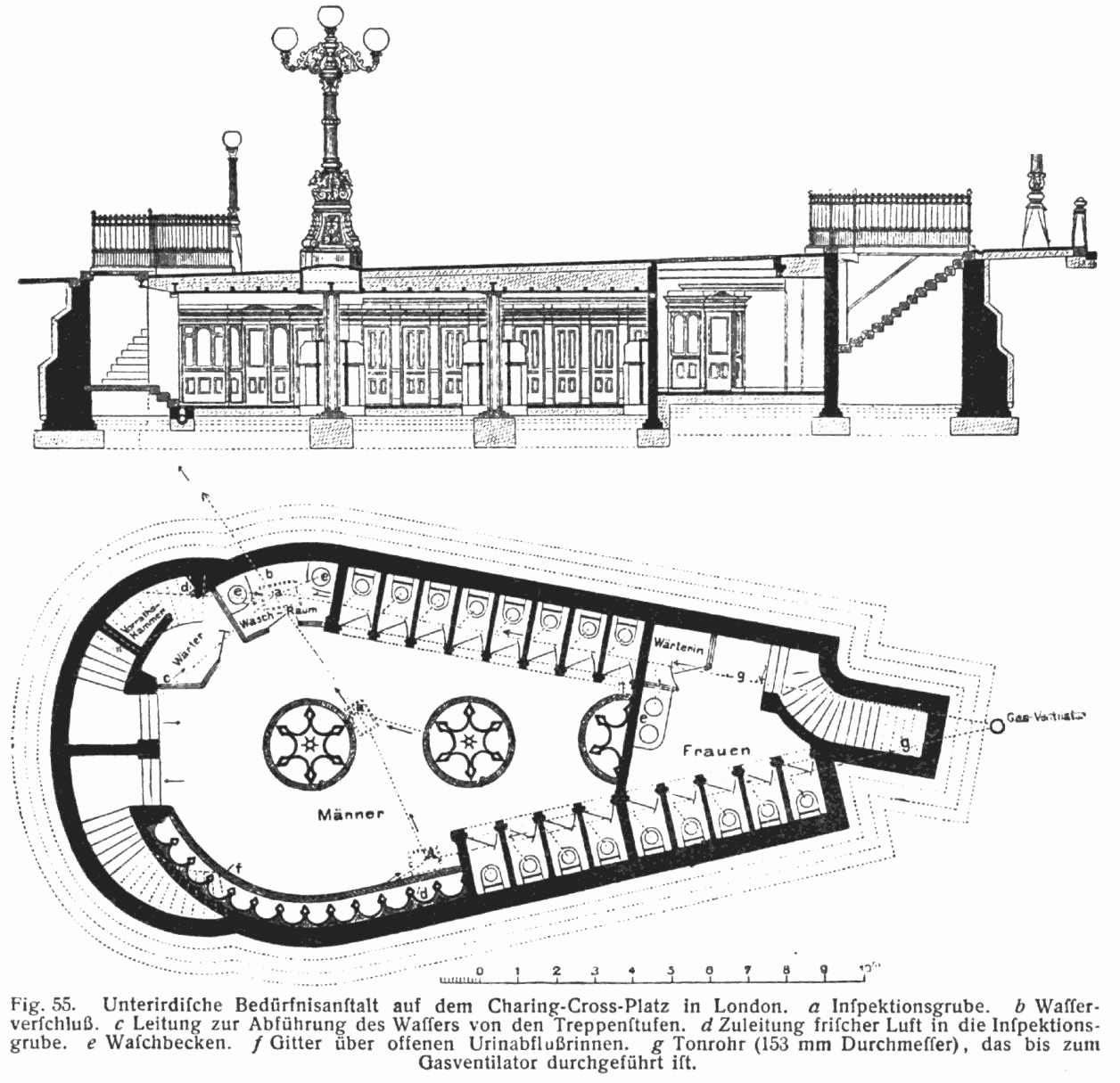
Sezione e planimetria dei bagni pubblici di Charing Cross Road, Londra, 1904. I servizi igienici maschili (a sinistra) comprendono 12 cubicoli e 13 orinatoi, mentre quelli femminili (a destra) comprendono solo 5 cubicoli.

La mancanza di bagni pubblici per le donne riflette la loro esclusione dalla sfera pubblica nell'era vittoriana. Durante questo periodo, dopo aver lasciato la casa dei genitori, ci si aspettava che le donne mantenessero la loro carriera come casalinghe e mogli. Pertanto, i bagni pubblici sicuri e privati erano raramente disponibili per le donne. Il risultato era che spesso erano limitate nella distanza che potevano percorrere lontano da casa senza tornare. In alternativa, dovevano arrangiarsi nelle strade pubbliche come meglio potevano. Spesso subivano molestie sessuali poiché gli uomini cercavano di "sbirciare" o le infastidivano in altro modo. Alcune donne sperimentavano situazioni ancora peggiori se non riuscivano a garantire sicurezza e privacy nemmeno a casa o sul posto di lavoro. Questi problemi continuano per donne e ragazze in tutte le parti del mondo.
La pratica dei bagni a pagamento è emersa negli Stati Uniti alla fine del XIX secolo. In questi spazi, l'accesso ai bagni pubblici era consentito solo pagando una tariffa. Bagni a pagamento separati per sesso erano disponibili all'Esposizione universale di Chicago (USA) nel 1893. Le donne si lamentavano del fatto che questi non fossero praticamente disponibili per loro; le autorità consentivano che fossero gratuiti, ma solo il venerdì. Nel ventesimo secolo, gruppi di attivisti negli Stati Uniti, tra cui il Comitato per porre fine ai bagni a pagamento in America, sostenevano che tali pratiche svantaggiavano donne e ragazze perché uomini e ragazzi non dovevano pagare per gli orinatoi. Come atto di protesta contro questo fenomeno, nel 1969 la deputata della California March Fong Eu distrusse un bagno sui gradini del Campidoglio dello Stato della California. Entro gli anni '90 la maggior parte delle giurisdizioni statunitensi si era allontanata dai bagni a pagamento. Fino al 1992, le senatrici americane dovevano utilizzare servizi igienici situati su piani diversi da quello in cui lavoravano, a dimostrazione della loro intrusione in una professione prettamente maschile.
Mentre alcuni servizi pubblici erano accessibili alle donne a Londra già nel 1890, erano molti meno di quelli accessibili agli uomini.
Anche ai servizi igienici veniva attribuito un forte significato morale. Sebbene i gabinetti pubblici fossero considerati necessari per motivi igienici, venivano visti come un'offesa alla sensibilità pubblica. È stato affermato che, poiché i servizi igienici pubblici erano associati all'accesso agli spazi pubblici, estendere questi diritti alle donne era considerato "immorale" e un "abominio". Come risultato dei codici dell'epoca vittoriana, le donne venivano delegate alla sfera privata, lontano dal pubblico, svolgendo il loro ruolo di mogli e madri rispettose, dove qualsiasi associazione con la sessualità o le parti intime del corpo era tabù. Per le donne, il bagno femminile in uno spazio pubblico era associato a pericolo e condotta sessuale immorale.
Secondo i dati della Banca Mondiale del 2017, oltre 500 milioni di donne non hanno accesso a servizi igienici per andare in bagno o gestire l’igiene mestruale. Il rischio di violenza sessuale è elevato in India. Amnesty International include i servizi igienici separati per sesso tra le misure suggerite per garantire la sicurezza di donne e ragazze nelle scuole.
In molti luoghi le code per i bagni femminili sono più lunghe di quelle per gli uomini; gli sforzi per affrontare questo problema sono noti come potty parity. È stato stimato che le donne possono impiegare fino al 50% in più del tempo nei bagni. Le ragioni addotte includono la necessità di usare un cubicolo piuttosto che un orinatoio, la gravidanza, la gestione delle mestruazioni, condizioni di salute (come la cistite), il design dei loro abiti e l'aiuto delle altre donne. È più probabile che le donne siano accompagnate da bambini molto piccoli, disabili o persone anziane.

### Accesso per gli afroamericani (segregazione razziale)
Dopo la fine della schiavitù negli Stati Uniti, gli Stati del sud tentarono di replicare l'oppressione socioeconomica emanando leggi che imponevano la separazione di neri e bianchi in tutti i luoghi pubblici e privati. La segregazione razziale includeva i bagni pubblici, imposti dalle leggi Jim Crow prima del Civil Rights Act del 1964. Le giustificazioni fornite per le strutture segregate includevano "la protezione di un certo gruppo, la privacy, la pulizia e la moralità". Questa segregazione imponeva restrizioni significative alla vita degli afroamericani. Le strategie per tenere gli afroamericani fuori dalla vista includevano la "soluzione del seminterrato", che prevedeva di collocare bagni pubblici per i neri nel seminterrato accanto ai locali di servizio. I lavoratori neri spesso dovevano percorrere lunghe distanze per raggiungere i bagni loro assegnati.
Coloro che potevano permettersi un'auto potevano evitare le umiliazioni dei treni e degli autobus segregati, ma si trovavano ad affrontare la difficoltà di trovare un bagno pubblico che fosse loro permesso usare. Courtland Milloy del Washington Post ha ricordato che durante i viaggi in auto attraverso il paese negli anni '50 i suoi genitori erano riluttanti a fermare l'auto per permettere ai bambini di fare i propri bisogni: semplicemente non era sicuro. Una soluzione a questo problema era quella di portare un bagno portatile (una sorta di secchio) nel bagagliaio dell'auto. Questo trattamento ha portato alla creazione di The Negro Motorist Green Book, una guida aggiornata annualmente. Una volta che il viaggiatore trovava il "bagno di colore" corretto, questo poteva servire "come un sollievo dagli insulti del mondo bianco", simile a quello che oggi viene chiamato spazio sicuro.
In seguito all’ordine esecutivo del 1941 che proibiva “la discriminazione nell’impiego dei lavoratori nelle industrie della difesa o nel governo”, le donne bianche si rifiutarono di condividere i bagni con le donne nere in tutto il Sud. Impegnandosi in numerosi scioperi contro la politica del Fair Employment Practice Committee, affermarono erroneamente che l’integrazione razziale avrebbe causato loro di contrarre la sifilide dai sedili del water. Argomentazioni simili che equiparavano l’accesso ai bagni non separato alla contrazione di malattie veneree furono avanzate dalle donne bianche dopo la sentenza del tribunale del 1954 contro le scuole pubbliche segregate che portò alla desegregazione della Little Rock Central High School.
Samuel Younge Jr., allora studente al Tuskegee Institute, fu assassinato nel 1966 dopo aver tentato di usare un bagno "solo per bianchi". Fu il primo studente universitario nero ad essere ucciso per le sue azioni a sostegno del movimento per i diritti civili.

### Accesso per persone con disabilità
I bagni pubblici sono stati spesso inaccessibili alle persone con disabilità. Negli Stati Uniti, tutti i bagni pubblici negli edifici federali dovevano essere accessibili alle persone con disabilità ai sensi dell'Architectural Barriers Act del 1968. Questi requisiti sono stati estesi a tutti gli edifici pubblici dall'Americans with Disabilities Act del 1990.

### Accesso per persone transgender e non conformi al genere
L'accesso ai bagni pubblici per le persone transgender e non conformi al genere è spesso oggetto di contestazione. Negli Stati Uniti, sono state presentate diverse proposte di legge per definire chi può accedere ai bagni pubblici e a quali condizioni. Molte di queste proposte di legge mirano a criminalizzare l'uso da parte di persone la cui identità di genere non corrisponde al sesso riportato sul certificato di nascita.
Sono state avanzate diverse ragioni per queste misure, tra cui la protezione della privacy delle donne, l’evitamento di una nuova traumatizzazione nelle donne colpite dalla violenza maschile e la loro protezione dall’essere aggredite da uomini travestiti, sebbene non vi siano prove che quest’ultima cosa si sia mai verificata in passato. La Commissione per l’uguaglianza e i diritti umani del Regno Unito ha pubblicato delle linee guida nel 2022 che delineano scenari in cui considera giustificabile e proporzionata l’esclusione delle persone transgender dagli spazi riservati a un solo sesso. Mentre l’uso dei bagni pubblici da parte delle persone transgender è stato etichettato come un panico morale, il discorso in corso continua ad avere un impatto significativo su questo gruppo.

## Aspetti sanitari

### Problemi di salute dovuti alla mancanza di bagni pubblici
I bagni pubblici svolgono un ruolo importante nella salute della comunità e nel benessere individuale. Dove sono disponibili, le persone possono godersi gite e attività fisiche all'interno delle proprie comunità. Permettendo alle persone di scendere dall'auto e di spostarsi a piedi, in bicicletta e con i mezzi pubblici, i bagni pubblici possono contribuire a migliorare la salute ambientale. Il benessere mentale aumenta quando le persone escono con familiari e amici e sanno che c'è un posto "dove andare".
I bagni pubblici sono accessibili anche a persone con "disabilità nell'uso del water". In primo luogo, alcune persone hanno bisogno di andarci molto spesso, tra cui giovani e anziani, donne in gravidanza o durante il ciclo mestruale e persone con particolari patologie. In secondo luogo, alcune persone hanno bisogno di accedere al bagno con urgenza, all'improvviso e senza preavviso: ad esempio, chi soffre di patologie croniche come il morbo di Crohn e la colite, e chi è affetto temporaneamente da malattie di origine alimentare.
L'incapacità di soddisfare i bisogni fisiologici essenziali perché non è disponibile un bagno contribuisce a problemi di salute come infezioni del tratto urinario, infezioni renali e problemi digestivi, che possono poi trasformarsi in gravi problemi di salute. L'accesso inadeguato ai bagni pubblici quando necessario può portare a problemi sostanziali per le persone con problemi alla prostata, che hanno le mestruazioni o sono in menopausa e con incontinenza urinaria e fecale.
Uno studio del 2015 del National Center for Transgender Equality ha rilevato che l’8% degli americani transgender ha riferito di aver sviluppato infezioni del tratto urinario, infezioni renali e altri problemi renali a causa dell’aver evitato o non aver avuto accesso ai servizi igienici. In un altro sondaggio, il gruppo DC Trans Coalition ha rilevato che il 54% dei suoi intervistati (situati a Washington) ha segnalato problemi fisici derivanti dall’evitare l’uso dei bagni pubblici, come disidratazione, infezioni renali e infezioni del tratto urinario.
Secondo il governo australiano, si stima che oltre 3,8 milioni di australiani di tutte le età soffrano di problemi di incontinenza. Ciò rappresenta il 18% della popolazione australiana. Pertanto, il Dipartimento della Salute e dell'Invecchiamento gestisce la Mappa nazionale dei servizi igienici pubblici per consentire al pubblico di trovare la struttura più vicina.
I lavoratori hanno il diritto legale di accedere ai servizi igienici durante la giornata lavorativa. Negli Stati Uniti, il Dipartimento del Lavoro, per la salute e sicurezza sul lavoro, tutela il diritto dei lavoratori alle pause per andare in bagno a causa dei rischi per la salute documentati. Questo diritto tutelato ai servizi igienici è una funzione del luogo di lavoro e si perde quando i lavoratori lasciano il posto di lavoro.
Se gli autisti di autobus e camion che lavorano a orari prestabiliti hanno difficoltà ad accedere ai servizi igienici, ciò li espone al rischio di problemi di salute vescicale e digestiva. Inoltre, se la concentrazione di un autista in difficoltà è compromessa, la situazione diventa un problema più ampio per la sicurezza pubblica.

## Design

### Ingresso

#### Ingresso senza porta

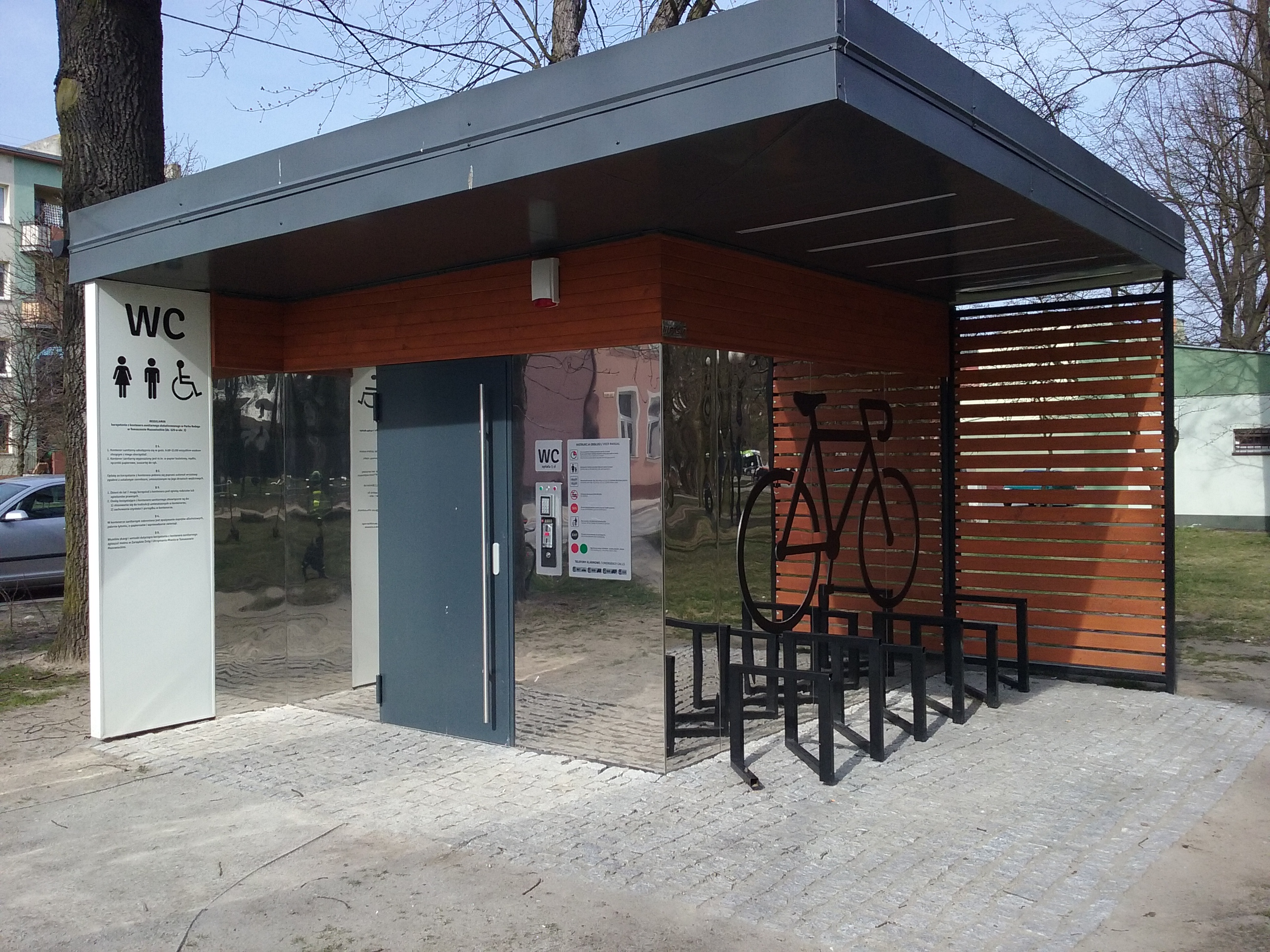
Servizi igienici pubblici nel parco cittadino di Tomaszów Mazowiecki, Polonia.

I bagni pubblici moderni possono essere progettati con un ingresso a labirinto (ingresso senza porta), che impedisce la diffusione di malattie che potrebbero altrimenti verificarsi a contatto con una porta. L'ingresso senza porta garantisce privacy visiva e, allo stesso tempo, una certa sicurezza consentendo il passaggio dei suoni. Contribuisce anche a scoraggiare il vandalismo: la riduzione dei segnali acustici che indicano l'ingresso di un'altra persona scoraggia alcuni vandali. Può anche essere ottenuto semplicemente tenendo una porta esistente aperta, chiusa solo quando necessario.

#### Ingresso a monete
I bagni a pagamento solitamente sono dotati di tornello a gettoni oppure di un addetto che riscuote la tariffa.

### Riservatezza
Spesso le persone si aspettano un elevato livello di privacy quando usano i bagni pubblici. Le aspettative di privacy possono includere cabine, porte, divisori per orinatoi e simili.
L'Organizzazione mondiale della sanità afferma che i servizi igienici dovrebbero essere "adatti, privati e sicuri da utilizzare per tutti gli utenti previsti, tenendo conto del loro genere, età e mobilità fisica (ad esempio disabili, malati, ecc.)" e "Tutti i servizi igienici condivisi o pubblici dovrebbero avere [...] porte che possono essere chiuse a chiave dall'interno e luci".

### Accesso al servizio
I bagni pubblici moderni hanno spesso un ingresso di servizio, un passaggio per le utenze e simili, che si trovano dietro tutti i sanitari. I sensori sono installati in un locale separato, dietro i sanitari. Di solito, il locale separato è semplicemente uno stretto corridoio o un passaggio.

### Sensori
I dispositivi a sensore (rubinetti, dispenser di sapone, asciugamani, dispenser di carta assorbente) prevengono la diffusione di malattie consentendo agli utenti di evitare di toccare le superfici comuni. I servizi igienici a sensore contribuiscono inoltre a risparmiare acqua limitandone il consumo per ogni scarico e richiedono una minore manutenzione ordinaria. Ogni sensore osserva attraverso una piccola finestrella ogni dispositivo. Talvolta le piastre metalliche che ospitano le finestrelle dei sensori sono imbullonate posteriormente, per evitare manomissioni. Inoltre, tutte le apparecchiature elettriche sono installate in modo sicuro dietro le pareti, evitando così il rischio di scosse elettriche. Tuttavia, per tutte queste apparecchiature elettriche è obbligatorio l'utilizzo di un interruttore differenziale.
Alcuni bagni pubblici sono dotati di un sistema di scarico automatico controllato da un sensore che attiva lo scarico quando l'utente si allontana dal sensore. Possono anche avere un pulsante aggiuntivo che l'utente può premere per attivare un secondo scarico.

### Orinatoi
Gli orinatoi per uomini sono comuni nei bagni pubblici in quanto occupano meno spazio rispetto ai WC (per la minzione). Gli orinatoi nei bagni pubblici sono comuni nei paesi occidentali, ma meno nei paesi musulmani, in parte a causa delle regole di galateo islamiche. Gli orinatoi per donne esistono, ma sono rari. Gli orinatoi possono essere con scarico automatico o manuale, o senza acqua di scarico come nel caso degli orinatoi senza acqua. Possono essere installati come sanitari singoli (con o senza pareti divisorie per la privacy) o a canaletta senza pareti divisorie per la privacy. La postura del corpo per gli utenti degli orinatoi è specificamente quella eretta. Rispetto alla minzione in un WC multiuso, l'uso è più rapido e più igienico perché nell'orinatoio non ci sono germi fecali, non ci sono porte o serrature aggiuntive da toccare e non c'è un sedile da alzare. Un orinatoio occupa meno spazio, è più semplice e consuma meno acqua per ogni scarico (o addirittura nessuna acqua) rispetto a un WC con scarico. Gli orinatoi possono essere individuali (con o senza divisori per la privacy) o comuni (chiamati anche orinatoi a canaletta), utilizzati da più uomini.

### Illuminazione
L'illuminazione di servizio è costituita da finestre che corrono lungo tutto il perimetro esterno del bagno, utilizzando luci elettriche dietro le finestre, per creare l'illusione di un'ampia luce naturale, anche quando i bagni sono interrati o altrimenti non hanno accesso alla luce naturale. Le finestre sono talvolta realizzate in mattoni di vetro, cementati in modo permanente. L'illuminazione installata nei tunnel di servizio che corrono lungo il perimetro esterno dei bagni offre la massima sicurezza contro le scosse elettriche (mantenendo le luci all'esterno del bagno), igiene (nessuna fessura o apertura), sicurezza (nessuna possibilità per i vandali di accedere alle lampadine) ed estetica (linee architettoniche pulite che mantengono una continuità con qualsiasi design estetico presente, ad esempio, l'estetica urbana industriale grezza che si sposa bene con i mattoni di vetro).

### Cisterne (serbatoi)
I vecchi WC raramente hanno condotti di scarico e spesso, nei vecchi WC rimodernati, la cassetta di scarico è nascosta in una "scatola" appositamente costruita e rivestita di piastrelle. Spesso i vecchi WC hanno ancora cassette di scarico alte inserite nei condotti di scarico. All'esterno, lo scarico avviene tramite una maniglia (proprio come un normale WC con cassetta di scarico bassa), sebbene dietro la parete questa maniglia aziona una catenella. A volte viene utilizzata una lunga cassetta di scarico per consentire di scaricare ripetutamente gli scarichi senza attendere che la cassetta si riempia. Questa tendenza a nascondere cassette di scarico e accessori dietro le pareti è iniziata alla fine degli anni '30 negli Stati Uniti e nel Regno Unito a partire dagli anni '50, e alla fine degli anni '60 era insolito che le cassette di scarico fossero visibili nei bagni pubblici. In alcuni edifici, come le scuole, tuttavia, una cassetta di scarico può ancora essere visibile, sebbene le cassette di scarico alte siano diventate obsolete negli anni '70. Molte scuole ora hanno cisterne basse.

### Opzioni di asciugatura delle mani
Un'opzione per l'asciugatura delle mani è solitamente disponibile accanto al lavandino. Può trattarsi di un distributore di asciugamani di carta (a volte dotati di sensori automatici per l'erogazione senza contatto) o di un asciugamani meccanico (utilizzato manualmente o con sensori automatici). L'asciugatura delle mani lavate è importante per comodità, ma anche perché le mani bagnate sono più facilmente ri-contaminate. Gli asciugamani di carta sono più igienici degli asciugatori elettrici ad aria.

### Altri accessori
I bagni pubblici, per loro natura, sono molto utilizzati. In alcuni ambienti ad alto rischio vandalico, come spiagge o stadi, vengono utilizzati bagni in metallo. I bagni pubblici generalmente dispongono di diversi dei seguenti accessori.

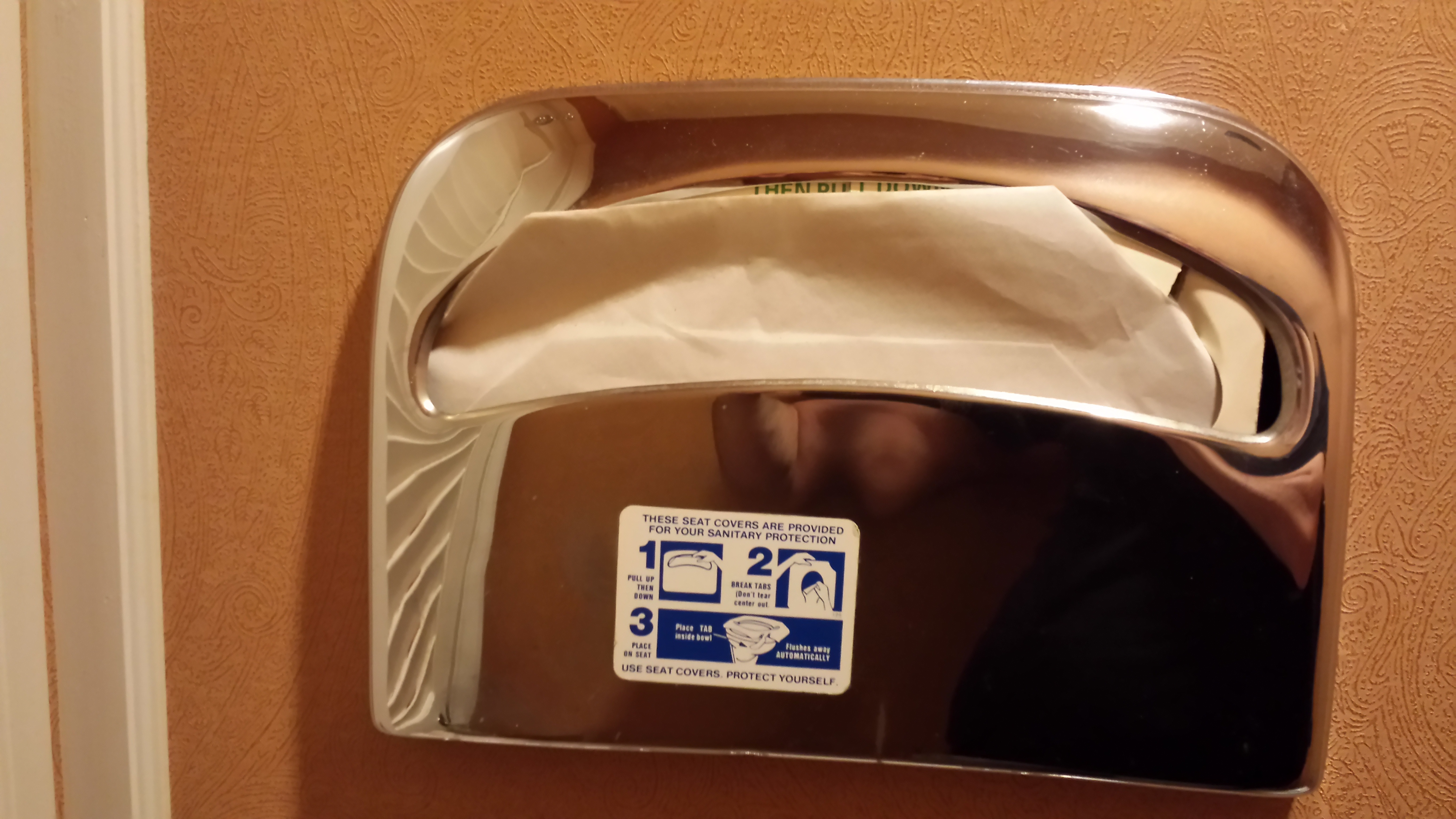
Un distributore di copriwater

#### Nel cubicolo chiudibile a chiave (stallo)
- Porta del box del bagno
- Toilette con sedile del water; mentre il sedile del water di casa ha un coperchio, un water pubblico può avere o meno un sedile, e potrebbe anche non averlo.
- Carta igienica, spesso contenuta in un distributore chiudibile a chiave
- gancio appendiabiti
- Portaborse "a scomparsa"
- contenitore di protezione sanitaria per prodotti mestruali; questo può essere classificato come rifiuto clinico ed essere soggetto a normative speciali in materia di smaltimento
- Distributore di copriwater in carta gettabili nel WC
- Cartello con serratura per porta del bagno. Sono indicati in due colori: "Libero" è contrassegnato in verde, mentre "Occupato" è contrassegnato in rosso.

#### Al momento del lavaggio delle mani
- Rubinetti; alcuni sono a un livello più basso per bambini e utenti su sedia a rotelle
- Distributori di sapone o di lavaggio antisettico per le mani, flaconi con pompa o distributori automatici (non comunemente forniti)
- Specchio (solitamente sopra i lavandini)
- Contenitore per rifiuti/bidone della spazzatura

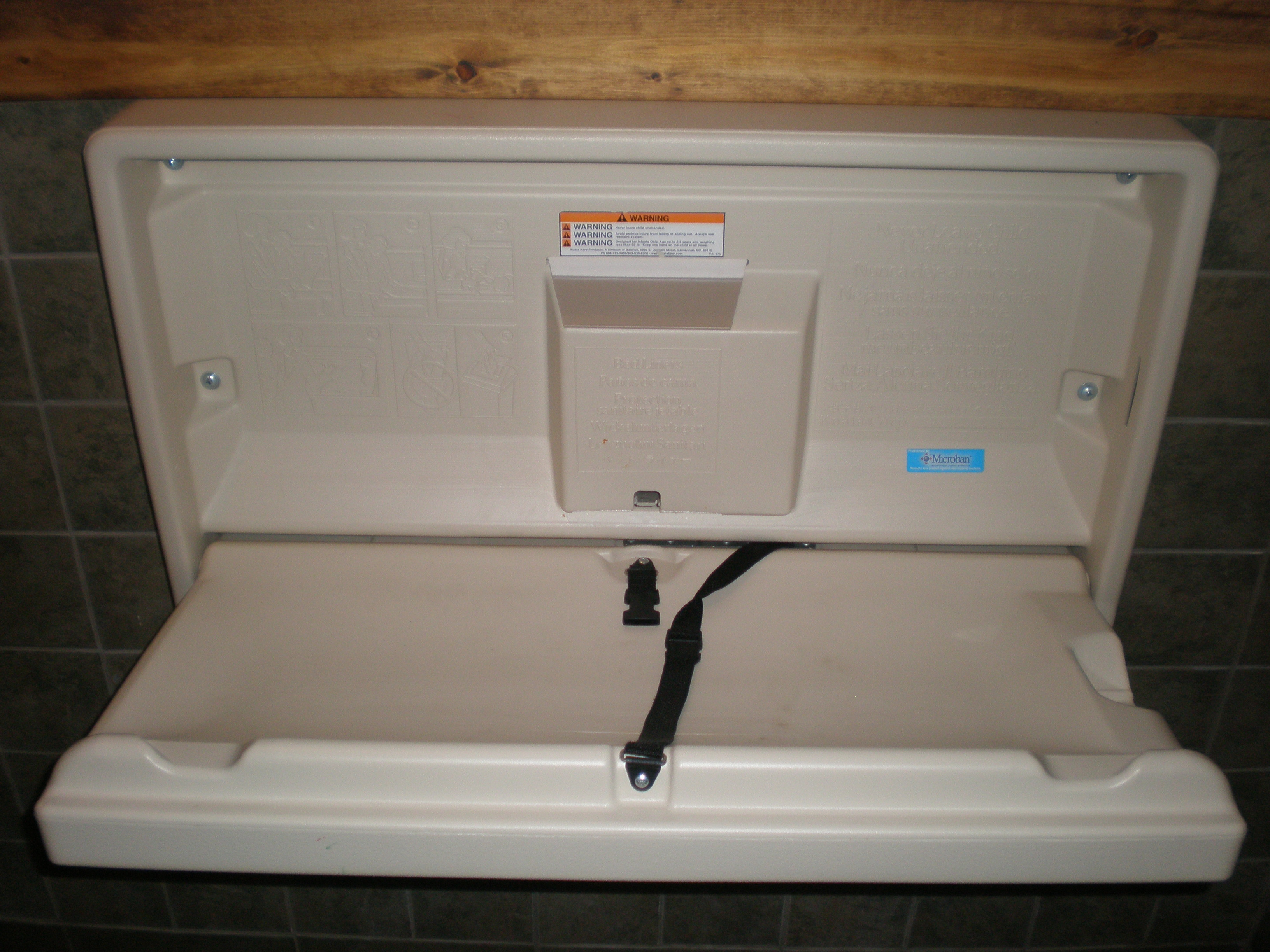
Un fasciatoio pieghevole aperto

#### Altrove
- Orinatoi (quasi esclusivamente nei bagni pubblici maschili)
- Distributori automatici di preservativi, pannolini, antidolorifici, bevande energetiche, profumi, mentine, fazzoletti, dolciumi, biancheria intima, costumi da bagno, sapone, giocattoli sessuali o assorbenti o tamponi igienici
- Deodoranti per ambienti o sistemi di controllo degli odori
- Fasciatoi per neonati, spesso ripiegabili (solitamente nelle stanze delle donne, ma sempre più spesso anche in quelle degli uomini). A volte sono collocati all'interno di un vano toilette, solitamente di grandi dimensioni[69].
- A volte sono presenti anche docce, spesso con dispenser di sapone, shampoo o simili (spesso nelle aree di sosta per camion)

## Pulizia, manutenzione e gestione
Una pulizia e una manutenzione accurate sono importanti per i bagni pubblici. Questo compito viene solitamente svolto da un "addetto ai bagni pubblici" (presente per l'intero turno) o da personale addetto alle pulizie professionale. Questi si occupano della manutenzione e della pulizia dei servizi, assicurandosi che carta igienica, sapone, asciugamani di carta e altri articoli necessari siano sempre disponibili.
I bagni pubblici necessitano sia di manutenzione periodica che di pulizia di emergenza. In alcuni casi, anche le strutture gestite da volontari possono essere un’opzione.
Oggi sono disponibili opzioni durevoli per i materiali dei box doccia, come la plastica solida, progettata per contrastare gli atti vandalici. La plastica solida, grazie al colore uniforme su tutta la superficie, riduce i graffi rispetto all'acciaio verniciato a polvere. Le scheggiature dell'acciaio verniciato a polvere causano facilmente danni evidenti rispetto alla plastica solida. La plastica solida è inoltre più facile da pulire e manutenere nei bagni pubblici ad alto traffico.

## Costi ed economia

### Tariffe utente

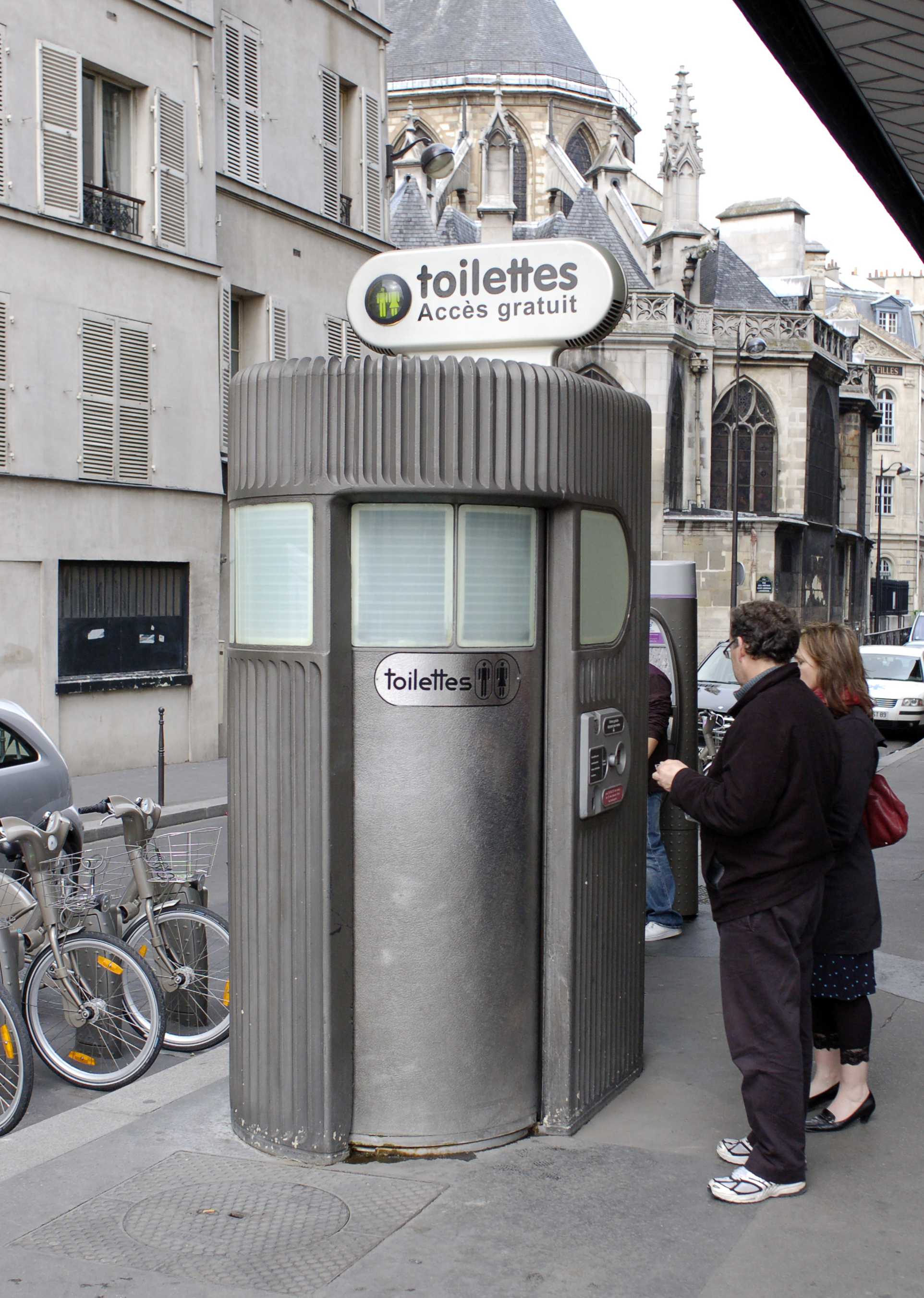
Sanisette, un bagno pubblico indipendente e gratuito a Parigi (in precedenza a gettoni).

I servizi igienici che richiedono il pagamento da parte dell'utente possono essere arredi urbani o trovarsi all'interno di un edificio, ad esempio un centro commerciale, un grande magazzino o una stazione ferroviaria. Il motivo per cui si addebita denaro è solitamente la manutenzione dell'attrezzatura. Il pagamento per usare un bagno può essere fatto risalire a quasi 2.000 anni fa: si ritiene che l'imperatore romano Vespasiano abbia iniziato a far pagare ai suoi cittadini l'uso dei servizi igienici intorno al 74 d.C. Il pagamento può essere effettuato da un inserviente del bagno, da un tornello a gettoni o da una porta di un cubicolo. John Nevil Maskelyne inventò una serratura per porte che richiedeva l'inserimento di una moneta da un penny, da cui l'eufemismo "spendere un penny". Il primo bagno a pagamento negli Stati Uniti fu installato nel 1910 a Terre Haute, Indiana.

### Privatizzazioni e chiusure
In alcuni luoghi, la fornitura di servizi igienici pubblici è sottoposta a forti pressioni. Una risposta delle autorità pubbliche è quella di chiudere gli edifici, spesso citando attività criminali. Il programma di austerità del governo del Regno Unito ha portato a importanti tagli da parte del consiglio alla fornitura di servizi igienici pubblici, con effetti a catena sull'intero spazio pubblico. Alcuni degli edifici, in particolare quelli sotterranei, vengono venduti e utilizzati per altri scopi, ad esempio come bar.
Un'altra risposta è quella di privatizzare i servizi igienici, in modo che un bene pubblico sia fornito da un appaltatore, proprio come avviene per le prigioni private. I servizi igienici possono rientrare nella categoria degli spazi pubblici privati: chiunque può usarli, ma il terreno appartiene in ultima analisi all'ente in questione. Quando i servizi igienici privatizzati vengono gestiti in modo improprio o chiusi, potrebbero esserci richieste di riportarli sotto il controllo dell'autorità pubblica.

## Società e cultura

### Unisex (genere neutro)

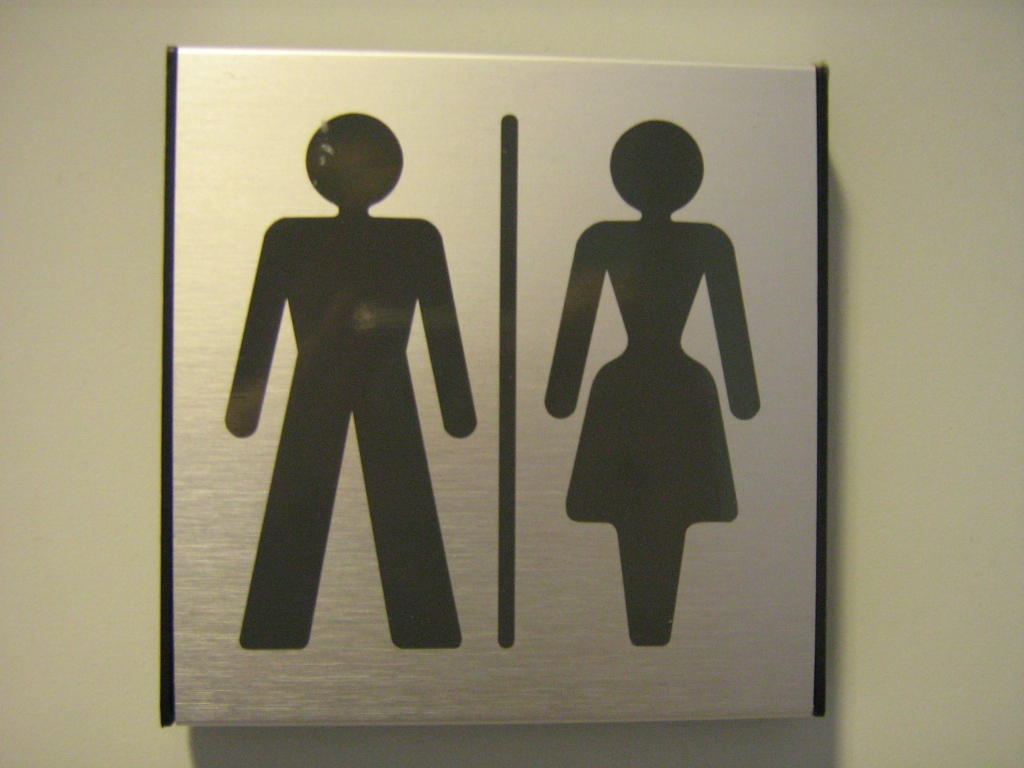
Cartello per servizi igienici gender-neutral presso il Dipartimento di Sociologia dell'Università di Göteborg, Svezia.

I bagni pubblici sono spesso separati per sesso. In molte culture, questa separazione è così caratteristica che spesso bastano pittogrammi di un uomo o di una donna per indicare la struttura, senza un riferimento esplicito agli arredi stessi. Nei ristoranti e in altri luoghi privati, le identificazioni possono essere progettate per abbinarsi all'arredamento dei locali. I servizi igienici per le persone con disabilità, in particolare quelle che dipendono da una sedia a rotelle, possono essere specifici per genere o unisex. I bagni neutri rispetto al genere sono comuni nei casi in cui quelli separati per genere non sono pratici, come nei bagni degli aerei e dei treni.
Nel 21° secolo, con il supporto del movimento per i diritti delle persone transgender, alcune iniziative hanno richiesto bagni pubblici neutri dal punto di vista del genere, chiamati anche bagni pubblici unisex (o gender-inclusive o all-gender). Questi possono essere al posto o in aggiunta ai bagni di genere, a seconda delle circostanze. Molti gruppi stanno ripensando a come possono apparire i bagni pubblici; ad esempio, l'architetto Joel Sanders, la storica transgender Susan Stryker e l'esperto di diritto Terry Kogan hanno lanciato Stalled!, un sito web open source che offre lezioni, workshop e linee guida di progettazione per bagni pubblici unisex.
Oltre ad accogliere le persone transgender e non conformi al genere, i bagni pubblici gender-neutral facilitano l’uso da parte di persone che potrebbero aver bisogno dell’assistenza di un assistente di un altro genere, come persone con disabilità, anziani e bambini.
Nei bagni pubblici divisi per genere c'è a volte la disponibilità di fasciatoi per il cambio dei pannolini. Talvolta, questi fasciatoi sono stati installati solo nei bagni femminili, a causa di stereotipi secondo cui solo le donne avrebbero potuto essere accompagnate da neonati che necessitavano di essere cambiati. Questo può rappresentare un ostacolo per i padri con i loro figli e per gli altri uomini che si prendono cura di loro. I sostenitori si sono adoperati affinché i fasciatoi fossero installati nei bagni maschili. I bagni unisex garantirebbero l'accesso a entrambi indipendentemente.

### Graffiti e street art
I bagni pubblici sono stati a lungo associati ai graffiti, spesso di natura trasgressiva, pettegola o di basso livello umoristico. La parola latrinalia, da latrina (gabinetto) e -alia (una collezione), è stata coniata per descrivere questo tipo di graffiti. Un famoso esempio di tale opera d'arte è apparso sulla copertina dell'album del musical satirico di Broadway Urinetown, vincitore del Tony Award, con scarabocchi fatti con pennarelli.
Con la fusione dei graffiti con la street art, alcuni bagni pubblici a livello stradale iniziarono a dare risalto alla propria visibilità. Il blocco di servizi igienici Hundertwasser ne è un esempio colorato a Kawakawa, in Nuova Zelanda, progettato da un artista austriaco e considerato un'attrazione turistica in una piccola città.

### Droga, vandalismo e crimini violenti

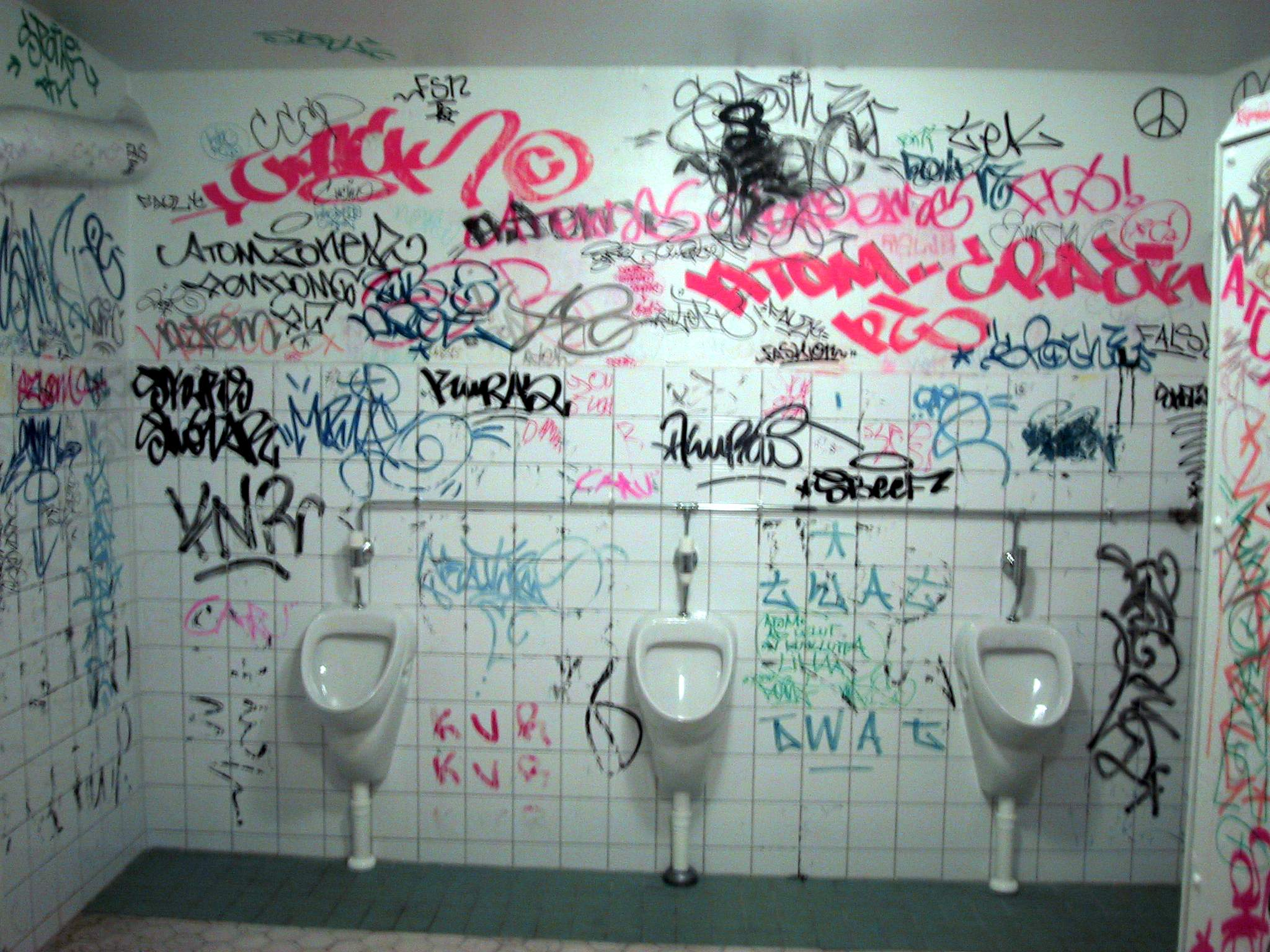
Graffiti a Meilahti Yläaste, Helsinki, Finlandia, 2006

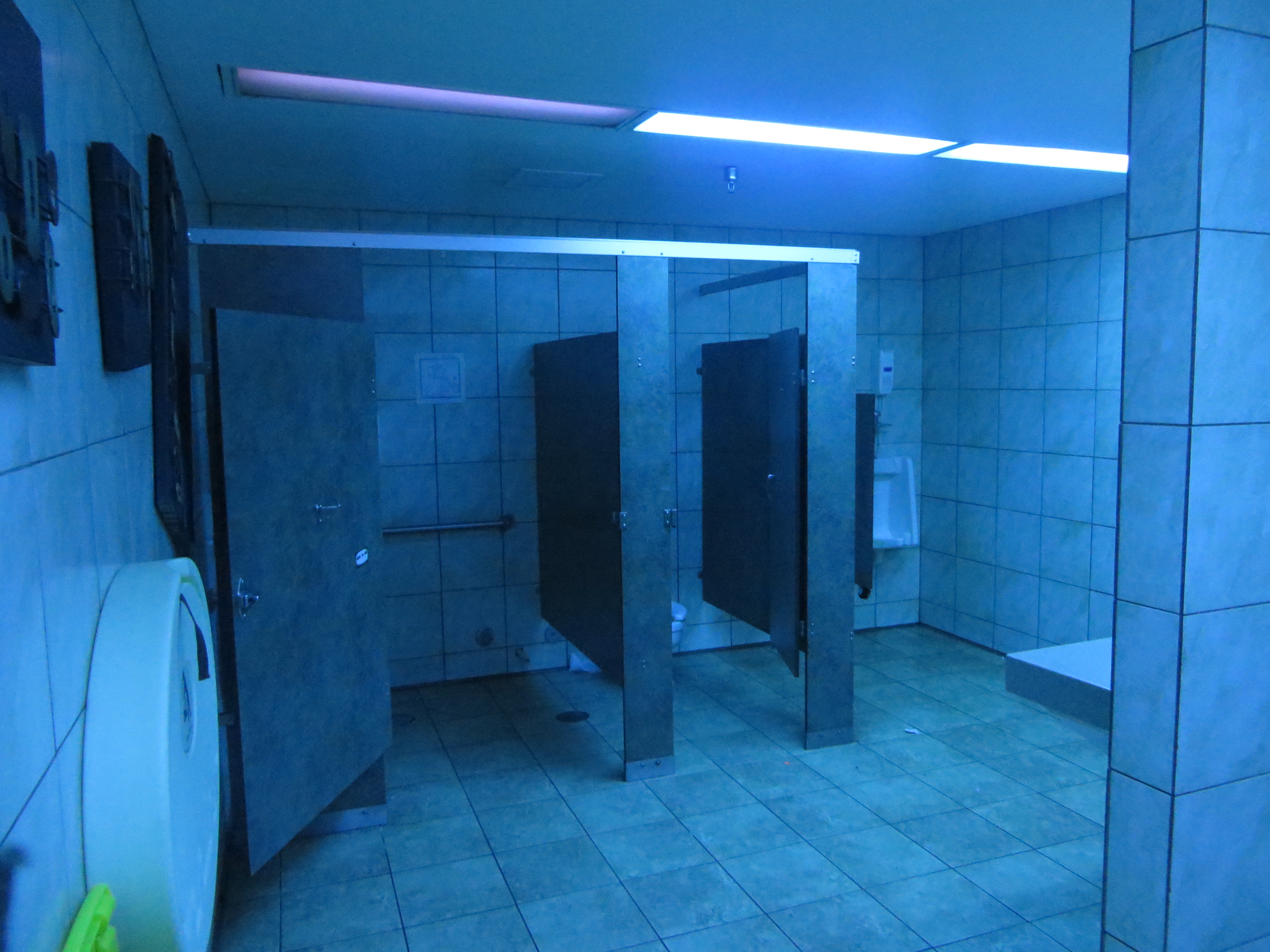
Toilette pubblica anti-eroina negli Stati Uniti.

Alcuni bagni pubblici sono noti per l'uso e lo spaccio di droga, nonché per atti vandalici. Questo tipo di attività criminale è associato a tutti gli "edifici trascurati e non sorvegliati", non solo ai servizi igienici, e una buona pulizia e manutenzione, e idealmente la presenza di un addetto in loco, possono fungere da protezione contro questi problemi.
I crimini violenti all'interno dei bagni pubblici possono rappresentare un problema in aree in cui il tasso di tali crimini è generalmente molto elevato. In Sudafrica, ad esempio, molte persone hanno dichiarato di avere paura di usare i bagni pubblici. Si sono verificati diversi omicidi nei bagni pubblici ampiamente pubblicizzati, come il caso dell'omicidio nel bagno pubblico di Seocho-dong in Corea del Sud nel 2016. Negli Stati Uniti, un caso tristemente noto è stato l'omicidio di un bambino di 9 anni nel 1998 in un bagno pubblico della contea di San Diego.
Alcune toilette per i clienti dei supermercati e altri luoghi pubblici utilizzano un'illuminazione blu molto fioca per scoraggiare i consumatori di eroina dall'iniettarsi. La penombra blu rende infatti le vene invisibili. Tuttavia questo tipo di luce nei bagni è stata criticata in quanto aumenta i rischi associati all'uso di droghe iniettive quando i consumatori si sentono sicuri delle proprie capacità nonostante le luci blu, potrebbe portare a un aumento del consumo di droghe nei luoghi pubblici, comprese scale, vicoli e parchi e riducono la visibilità, aumentando il rischio di inciampi e cadute e impedendo ad alcune persone di eseguire le normali attività igieniche personali.
Aumentare la disponibilità di servizi igienici pubblici può aiutare a proteggere le donne dagli attacchi violenti. Studi di ricerca hanno rilevato un aumento del rischio di stupro per donne e ragazze nei luoghi in cui l’accesso a servizi igienici sicuri di notte è limitato o inesistente.
Diversi miliardi di persone non hanno accesso a servizi idrici e igienico-sanitari adeguati e devono percorrere lunghe distanze o aspettare la notte per defecare al buio. Le donne e le ragazze che devono gestire le mestruazioni aumentano il loro fabbisogno di acqua e servizi igienico-sanitari per diversi giorni al mese. Tra gli obiettivi di sviluppo sostenibile delle Nazioni Unite, vi è un riferimento specifico al raggiungimento dell’accesso a servizi igienico-sanitari adeguati ed equi per tutti, prestando particolare attenzione ai bisogni delle donne e delle ragazze in situazioni vulnerabili (indicatore 6.2).
Uno studio condotto dal Williams Institute della facoltà di giurisprudenza dell'UCLA non ha rilevato alcun cambiamento significativo nel numero di crimini dall'approvazione di varie leggi che consentono l'uso dei bagni pubblici da parte delle persone transgender. Le persone transgender e non conformi al genere sono a rischio di violenza quando usano i bagni pubblici. Uno studio del 2015 del National Center for Transgender Equality ha rilevato che il 59% delle persone transgender americane evitava di usare i servizi igienici pubblici per paura del confronto. Questo studio fondamentale, che ha incluso 27.715 intervistati, ha rilevato che al 24% di essi è stata messa in discussione la propria presenza nei bagni, il 12% ha subito molestie verbali, aggressioni fisiche o sessuali quando ha tentato di usare i bagni e al 9% è stato negato completamente l'accesso. Diversi studi hanno rilevato che impedire alle persone transgender di usare i bagni pubblici ha un impatto negativo sulla salute mentale, portando a un rischio maggiore di suicidio.

### Sesso anonimo
Prima del movimento di liberazione gay, i bagni pubblici erano tra i pochi posti in cui gli uomini troppo giovani per entrare legalmente nei gay bar potevano incontrare altre persone che sapevano con certezza essere gay. Molti, se non la maggior parte, degli uomini gay e bisessuali dell'epoca erano nascosti e quasi nessun gruppo sociale gay pubblico era disponibile per coloro che erano al di sotto dell'età legale per bere. La privacy e l'anonimato offerti dai bagni pubblici li rendevano un luogo comodo e attraente per impegnarsi in atti sessuali all'epoca.
Cottaging è uno slang LGBT, originario del Regno Unito che si riferisce al sesso anonimo tra uomini in un bagno pubblico o alla ricerca di partner sessuali con l'intenzione di fare sesso altrove. Il termine ha le sue radici nei blocchi di servizi igienici inglesi autonomi che assomigliano a piccoli cottage nel loro aspetto; nella lingua cant inglese di Polari questo è diventato un doppio senso per gli uomini gay che si riferiscono agli incontri sessuali.
Gli atti sessuali nei bagni pubblici sono vietati in molte giurisdizioni (ad esempio il Sexual Offences Act del 2003 nel Regno Unito). È probabile che l'elemento di rischio implicito nel cottaging lo renda un'attività attraente per alcuni.

### World Toilet Day
La Giornata Mondiale della Toilette (World Toilet Day) si celebra ogni 19 novembre, ed è stata istituita dalle Nazioni Unite nel 2013 per sensibilizzare l'opinione pubblica sull'importanza di avere servizi igienici adeguati (anche pubblici) e della gravità della mancanza di essi nel mondo che crea emergenze sanitarie.

## Servizi igienici in luoghi particolari

### Centri commerciali
I clienti spesso si aspettano che i negozi al dettaglio e i centri commerciali offrano servizi igienici pubblici. I clienti attribuiscono grande importanza ai servizi igienici gratuiti e la loro disponibilità influenza il comportamento d'acquisto. Offrendo servizi igienici adeguati ai clienti, i negozi al dettaglio e i centri commerciali possono aumentare i loro profitti e la loro immagine; tuttavia, molti rivenditori non prestano sufficiente attenzione ai servizi igienici per i clienti. Dato il potenziale dei servizi igienici per i clienti di aumentare i profitti e migliorare l'immagine del negozio, i rivenditori potrebbero trarre vantaggio dal considerare i servizi igienici come un investimento di marketing piuttosto che una spesa immobiliare. Alcune aziende, come Starbucks, hanno ufficialmente optato per consentire a chiunque di utilizzare i loro servizi igienici, senza dover acquistare nulla. Questa decisione è stata presa dopo un caso di profilazione razziale molto pubblicizzato.

### Scuole

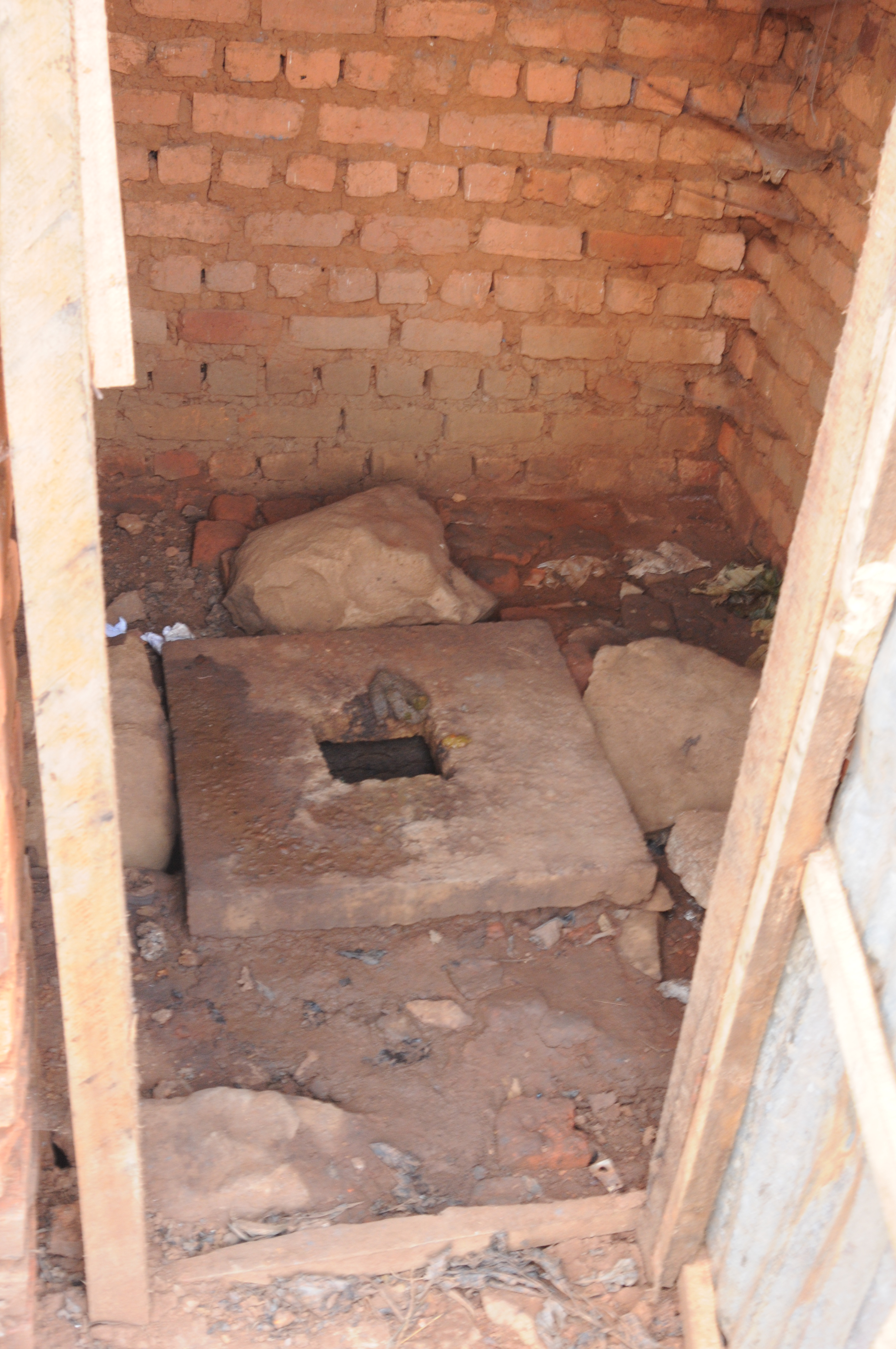
Bagno scolastico in Burundi

La mancanza di servizi igienici scolastici adeguati è un problema molto serio in molti paesi in via di sviluppo e contribuisce a molti problemi, dalla cattiva salute infantile all'abbandono scolastico. Molte latrine a fossa non sono costruite in modo adeguato per i bambini piccoli, il che ha portato alla tragica conseguenza di bambini che muoiono cadendo nel buco. A livello globale, circa 620 milioni di bambini non hanno servizi igienici adeguati a scuola, circa 900 milioni non riescono a lavarsi le mani correttamente e quasi la metà delle scuole non fornisce sapone secondo uno studio del 2019.
La situazione di servizi igienici scolastici inadeguati viola il diritto dei diritto allo studio e il diritto all'acqua e ai servizi igienici. Tali situazioni sono comuni in molte parti del mondo, soprattutto in Africa e nell'Asia meridionale, ma anche in altre regioni. Ad esempio, nel Caucaso e nell'Asia centrale, il 30% delle scuole non fornisce servizi igienici adeguati e il 37% delle scuole non ha accesso a forniture idriche adeguate. La presenza di sapone e carta igienica è molto importante, ma è in gran parte inesistente in molte regioni. Porte e tramezzi mancanti o inadeguati si osservano sia nei paesi ad alto che a basso reddito, il che può influire sull'autostima dei bambini, soprattutto intorno alla pubertà; nel caso delle ragazze, la mancanza di gestione dell'igiene mestruale e della privacy (come la disponibilità di porte dei bagni funzionali con serrature, strutture per lo smaltimento e prodotti per l'igiene mestruale nelle scuole, sapone e carta igienica) può avere un impatto grave sul loro benessere ed è considerata una forma di violazione dei diritti delle ragazze.
In Giappone, nella maggior parte delle scuole secondo uno studio del 2022 sono ancora presenti i bagni alla turca, che la maggior parte dei bambini giapponesi non riesce ad utilizzare o trova scomodi, il che causa stitichezza.
La Fondazione Bill & Melinda Gates ha finanziato diversi progetti di ricerca per la fornitura di servizi igienici comunitari, condivisi o scolastici nei paesi in via di sviluppo dal 2011, anno in cui ha lanciato la sfida "Reinvent the Toilet Challenge".

### Prigioni
Nei paesi del Consiglio d'Europa è oggi riconosciuto che la mancanza di una privacy di base costituisce una violazione dei diritti fondamentali. Ad esempio, la Corte europea dei diritti dell'uomo ha stabilito nel caso Szafrański c. Polonia (2015) che costringere i detenuti a usare il bagno senza un'adeguata privacy costituisce una violazione dell'articolo 8 (diritto al rispetto della vita privata) della Convenzione europea dei diritti dell'uomo.